# متسو اوتوتک
متسو اوتوتک (انگلیسی: Metso Outotec) شرکت ماشین‌آلات فنلاندی است، که در سال ۲۰۲۰ تأسیس شد.
این شرکت از ماه مارس ۲۰۲۳ دوباره به متسو تغییر نام داد. با این تغییر شرکت اتوتک بطور کامل در متسو ادغام شد.